# Санта-Крус-ду-Сул (микрорегион)

Санта-Крус-ду-Сул на карте.

Санта-Крус-ду-Сул (порт. Microrregião de Santa Cruz do Sul) — микрорегион в Бразилии, входит в штат Риу-Гранди-ду-Сул. Составная часть мезорегиона Восточно-центральная часть штата Риу-Гранди-ду-Сул. 
Население составляет 	320 312	 человек (на 2010 год). Площадь — 	5 560,991	 км². Плотность населения — 	57,60	 чел./км².

## Демография
Согласно сведениям, собранным в ходе переписи 2010 г. Национальным институтом географии и статистики (IBGE), население микрорегиона составляет:						
| Полное население                             | Полное население                             | Полное население                             | Полное население                             | 320 312 |
| -------------------------------------------- | -------------------------------------------- | -------------------------------------------- | -------------------------------------------- | ------- |
| в том числе:                                 | Городское население                          | 203 120                                      | Процент городского населения, %              | 63,41   |
|                                              | Сельское население                           | 117 192                                      | Процент сельского населения, %               | 36,59   |
|                                              | Мужское население                            | 157 656                                      | Процент мужского населения, %                | 49,22   |
|                                              | Женское население                            | 162 656                                      | Процент женского населения, %                | 50,78   |
| Плотность населения, чел/км²                 | Плотность населения, чел/км²                 | Плотность населения, чел/км²                 | Плотность населения, чел/км²                 | 57,60   |
| Население микрорегиона в % к населению штата | Население микрорегиона в % к населению штата | Население микрорегиона в % к населению штата | Население микрорегиона в % к населению штата | 3,00    |

## Статистика
- Валовой внутренний продукт на 2003 составляет 4 884 439 576,00 реалов (данные: Бразильский институт географии и статистики).
- Валовой внутренний продукт на душу населения на 2003 составляет 15 779,80 реалов (данные: Бразильский институт географии и статистики).
- Индекс развития человеческого потенциала на 2000 составляет 0,782 (данные: Программа развития ООН).

## Состав микрорегиона
В составе микрорегиона включены следующие муниципалитеты:
1. Аррою-ду-Тигри
2. Канделария
3. Эстрела-Велья
4. Грамаду-Шавьер
5. Эрвейрас
6. Ибарама
7. Лагоа-Бонита-ду-Сул
8. Мату-Лейтан
9. Паса-Сети
10. Санта-Крус-ду-Сул
11. Сегреду
12. Синимбу
13. Собрадинью
14. Вали-ду-Сол
15. Венансиу-Айрис
16. Вера-Крус